# Камикацу
Камикацу (яп. 上勝町 Камикацу-тё:) — посёлок в Японии, находящийся в уезде Кацуура префектуры Токусима. Площадь посёлка составляет 109,63 км², население — 1 338 человек (1 июня 2020 года), плотность населения — 12,2 чел./км².

## Географическое положение
Посёлок расположен на острове Сикоку в префектуре Токусима региона Сикоку. С ним граничат посёлки Кацуура, Нака, Камияма и село Санаготи.

## Население
Население посёлка составляет 1584 человека (1 августа 2014), а плотность — 14,44 чел./км². Изменение численности населения с 1980 по 2005 годы:
| 1980 | 2918 чел. |  |
| 1985 | 2712 чел. |  |
| 1990 | 2450 чел. |  |
| 1995 | 2318 чел. |  |
| 2000 | 2124 чел. |  |
| 2005 | 1955 чел. |  |

## Символика
Деревом посёлка считается тис остроконечный, цветком — горечавка шероховатая, птицей — горная трясогузка.

## Экология
Посёлок Камикацу в 2003 году принял одну из самых строгих экологических программ в мире по 100% переработке отходов. Изначально причиной для запуска данной программы послужило то, что сжигание и транспортировка мусора до близлежащего мусоросжигательного завода стоило в 6 раз дороже, чем запуск своей программы переработки отходов. Все бытовые отходы посёлка разделяются на 45 различных категорий. Посёлок перерабатывает около 80% своих отходов. Это позволило на треть сократить расходы местных органов власти, и улучшить экологию посёлка. Посёлок поставил цель добиться 100% переработки отходов к 2020 году.